# Khỉ sóc đầu bông
Khỉ sóc đầu bông, danh pháp hai phần là Saguinus geoffroyi, là một loài động vật có vú trong họ Cebidae, bộ Linh trưởng. Loài này được Pucheran mô tả năm 1845.

## Hình ảnh

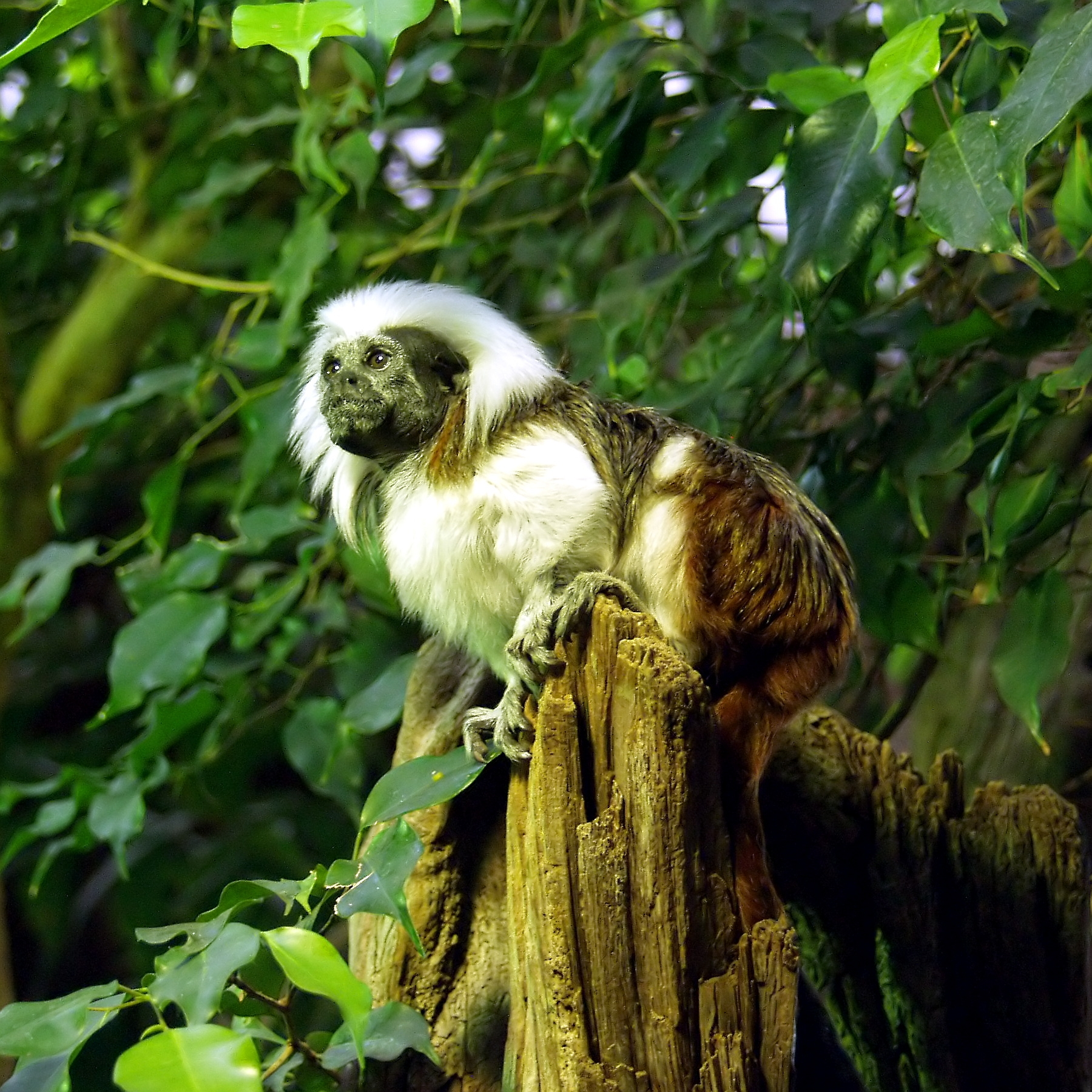
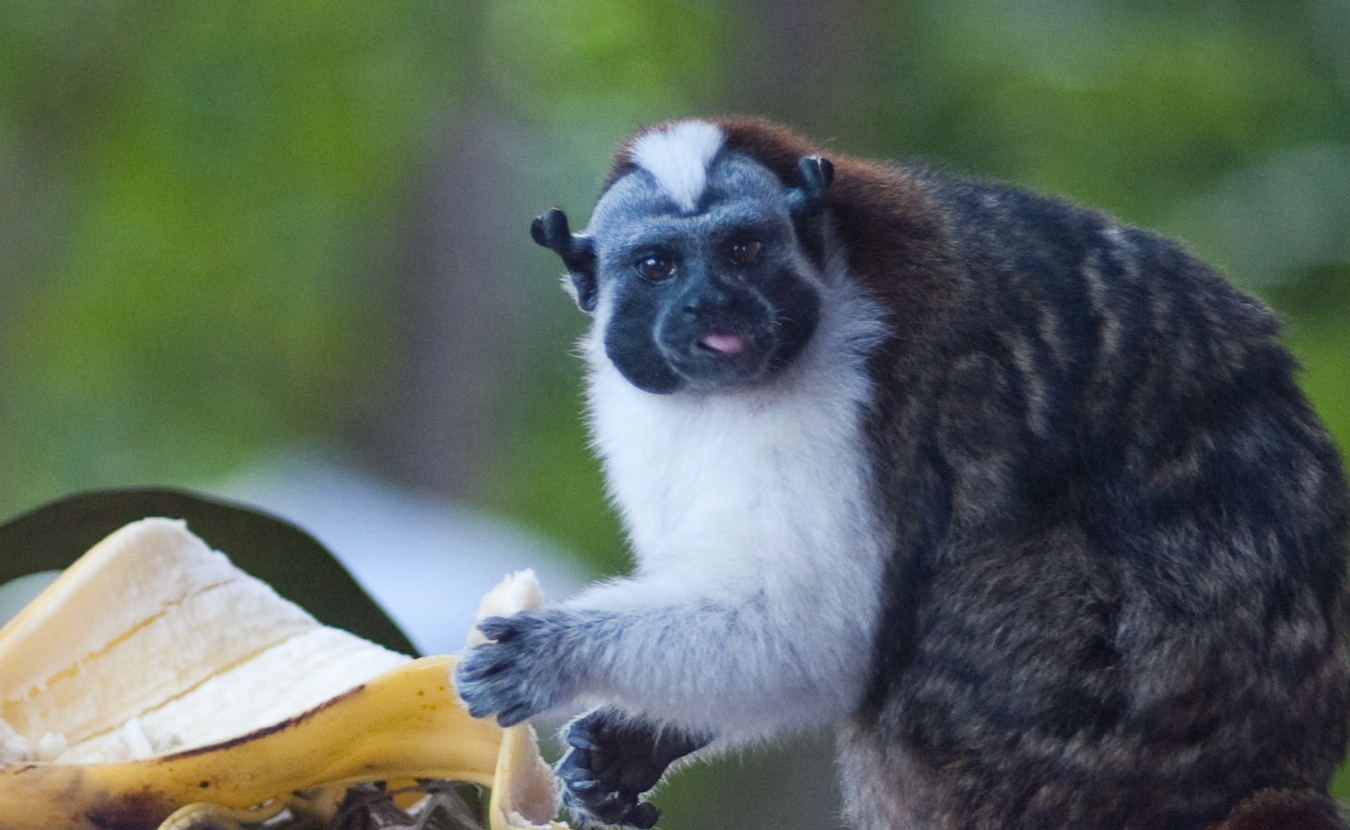
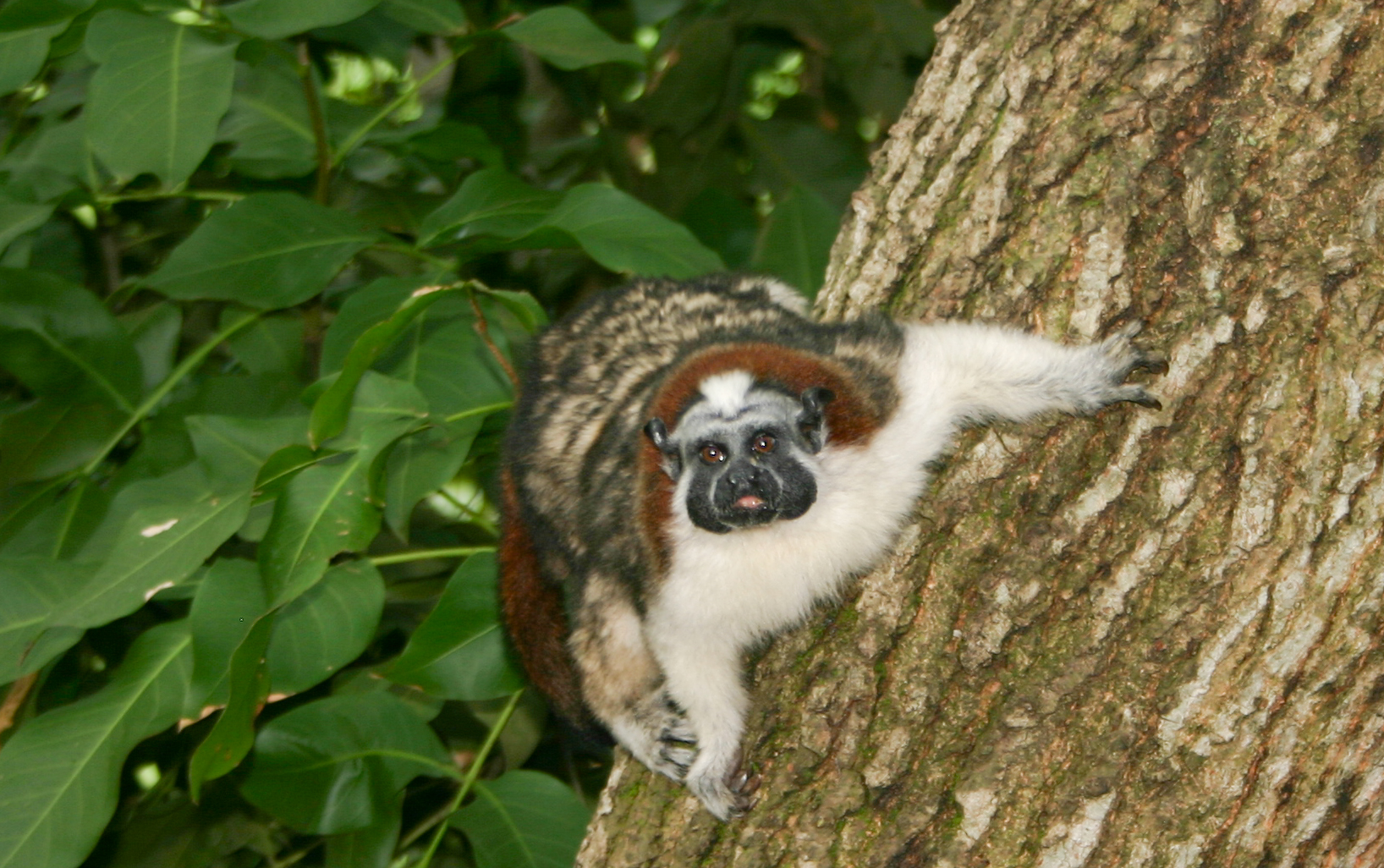
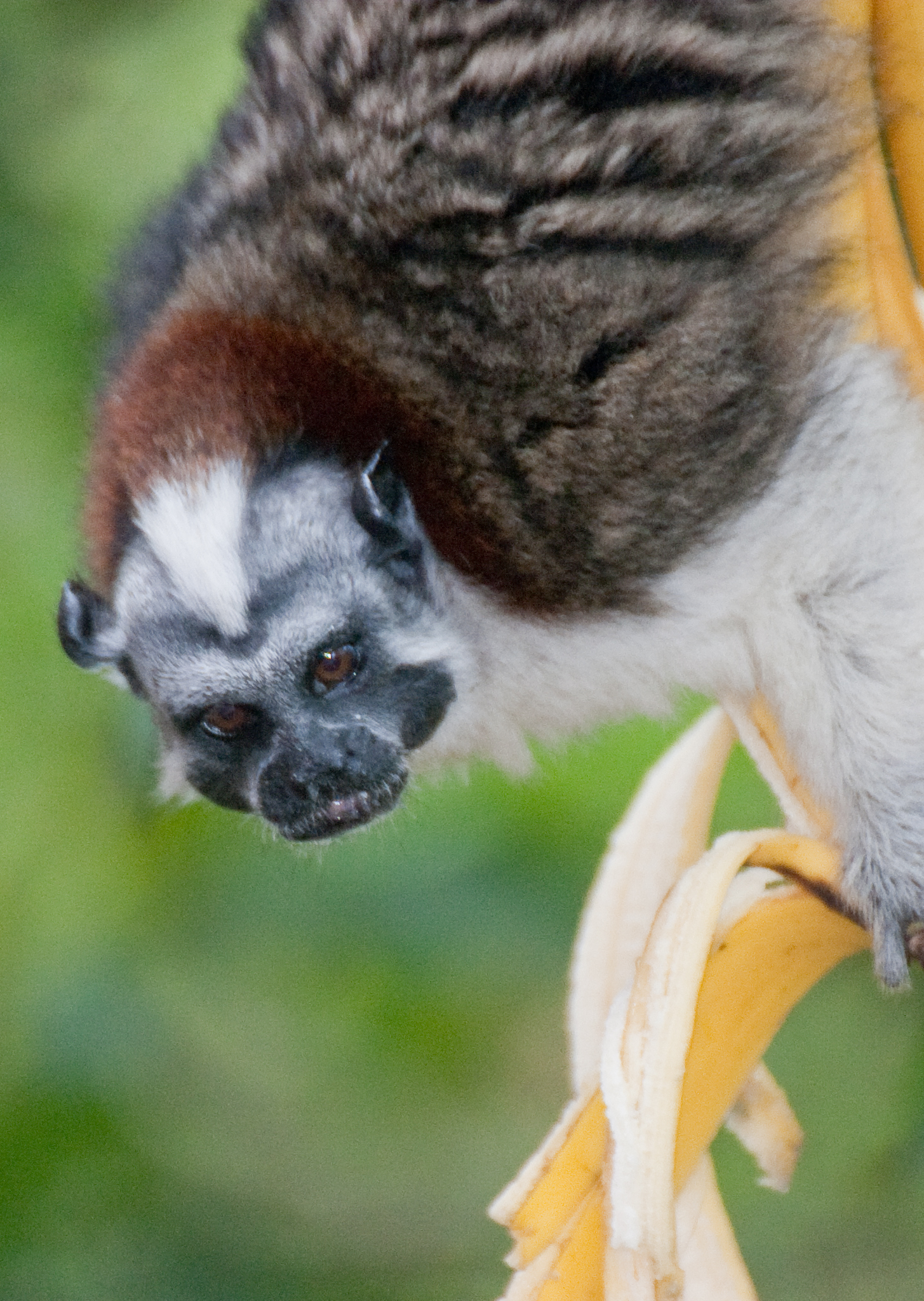